# Exostema velutinum
Exostema velutinum är en måreväxtart som beskrevs av Paul Carpenter Standley. Exostema velutinum ingår i släktet Exostema och familjen måreväxter.
Artens utbredningsområde är Kuba. Inga underarter finns listade i Catalogue of Life.